# 공민지
공민지(1994년 1월 18일 ~ )는 대한민국의 가수, 래퍼이며, 본관은 곡부 공씨이다.

## 가수 활동

### 2NE1
2NE1 탈퇴
2016년 2NE1의 재계약을 하지 않고 탈퇴해 솔로가수 전향한다고 발표하였다.투애니원을 탈퇴한 공민지는 백지영의 소속사 뮤직웍스와 새로운 계약을 채결하였다. 뮤직웍스는 2016년 5월 16일 "공민지와 새로운 소속사 계약을 맺었다. 공민지의 다양한 재능을 발현 할 수 있도록 적극 지원하겠다." 라고 하였다. 공민지는 새로운 소속사에서 작사와 작곡 등 다양한 활동을 할 예정이다.

## 인물
- 2NE1에서는 최연소이며, 랩과 보컬을 담당한다. 어릴 때 댄스 대회에서 우승한 경험이 있다.[8]
- 종교는 개신교이며, 2014년 검정고시에 합격한 후 백석대학교 신학과에 입학하였다.[9]
- 중국어와 일본어를 구사할 수 있다.
- 빅뱅의 승리 카라의 구하라 방탄소년단의 제이홉과 같은 댄스학원 동기라고 한다.
- 전통무용가 공옥진의 친정 종손녀다.[10]

## 앨범

### 디지털 싱글 앨범
- 2009년 - CL & 민지 - Please Don`t Go(대한민국)
- 2018년 - ALL OF YOU SAY
- 2020년 - LOVELY
- 2021년 - TEAMO
- 2021년 - 기깔나

### 미니 앨범
- 2017년 - MINZY WORK 01 UNO

### OST
- 2017년 - 사랑하고 싶었던 거야
- 2018년 - 갈어가

## 출연작
| 방송사  | 제목                         | 기간                              | 참고                        |
| ------- | ---------------------------- | --------------------------------- | --------------------------- |
| KBS 2TV | 《언니들의 슬램덩크 시즌 2》 | 2017년 2월 10일 ~ 2017년 5월 26일 | 고정출연                    |
| MBC TV  | 《미스터리 음악쇼 복면가왕》 | 2017년 4월 2일                    | 참가자 (음색 깡패 깻잎소녀) |

## 같이 보기
- 공옥진